# Chapelle Notre-Dame-de-la-Clarté de Plonévez-Porzay
Pour les articles homonymes, voir Notre-Dame-de-la-Clarté, Chapelle Notre-Dame et Notre-Dame.
La chapelle de Notre-Dame-de-La-Clarté est située sur la commune de Plonévez-Porzay, dans le département du Finistère, dans la région Bretagne, en France.

## Histoire

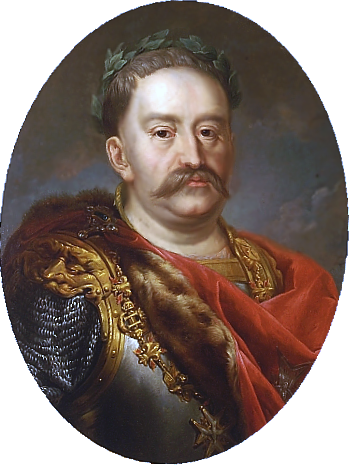
Jean III Sobieski

Au XVIIe siècle, le Pape Innocent XI et le Saint-Empire romain germanique envisagent d'endiguer l'expansionnisme ottoman en Europe. Le seigneur de Moëllien rallie alors les troupes du roi de Pologne Jean III Sobieski. Revenu sain et sauf de cette guerre gagnée contre les Ottomans, le seigneur de Moëllien fit bâtir la chapelle de Notre Dame de la Clarté.
Cette chapelle fut édifiée en l'honneur de Vierge Marie en 1739 par le seigneur de Moëllien.
C'est en 1740 que la chapelle fut bénite par l'évêque de Quimper Mgr de Farcy de Cuillé dont la famille possédait le manoir de Tresseol.
Sur le clocher on peut lire la date de 1739 et le nom du recteur An Aotrou Talabardon.
Sur la sacristie de droite (du côté de la route) on voit la date de 1747 et le nom de Moellien.
Anatole Le Braz a évoqué cette chapelle dans Au pays des pardons : 

« Un peu avant Kerlaz, sur la droite, est le sanctuaire de la Clarté, où les pèlerins de la Palude ont coutume de faire station et de réciter une prière. (...). »

## La fontaine
La fontaine date de 1735.

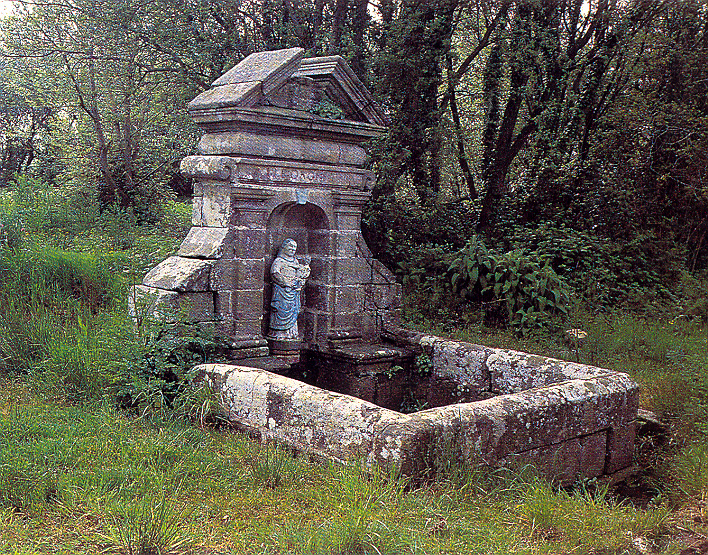
Fontaine de ND de la Clarté à Plonévez Porzay

On peut la trouver à 300m de la chapelle.
Elle est aux armes des Moëlliens.
On y trouve une statue de Marie.
Son eau guérirait des maladies des yeux, donnerait des forces et faciliterait la grossesse.

## La sauvegarde de la chapelle
Afin d'assurer la restauration et l'entretien de la chapelle, le Comité de sauvegarde de la chapelle de la Clarté organise chaque année en novembre un repas (le Fest an o'ch) à la salle omnisports de Plonévez-Porzay.

## Les pardons
La chapelle accueille chaque année un petit pardon qui a lieu le troisième dimanche de Pâques et un grand pardon qui a lieu le dimanche qui suit le 8 septembre.
Malgré la bonne volonté du Comité de sauvegarde de la chapelle de la Clarté, seul de pardon de mai subsiste, l'église ne peut plus depuis 2007 assurer celui de septembre, faute de curé.

## Le cantique
Ce cantique fut composé en breton en septembre 1948 par Jacques Thomas, curé de Plonévez. Il est chanté en breton lors des pardons.
Sa traduction française ci-dessous est donnée à titre informatif.
| En français / E galleg | En breton / E brezhoneg |
| --- | --- |
| Refrain : Notre-Dame de la Clarté, Comme nos pères nous te prions : Donne-nous force et clarté Pour accomplir notre devoir.                             | Diskan : Intron Varia ar Sklerded, War lec'h hon tadoù ni ho ped : Roit d'eomp nerz ha sklerijenn Ma raimp hon dever da viken.                |
| Couplet 1 Où se dresse la chapelle de la Clarté, Autrefois ne se voyait Qu'une statue de la Vierge Marie À peine à l'abri.                              | Koublenn 1 Elec'h man chapell ar Sklerded Gwechall goz ne veze gwelet Nemet d'ar Werc'hez eur skeudenn Dindan eun tammig disklaven.           |
| Couplet 2 À la fin du XVIIe siècle, Sur l'Autriche avaient déferlé Les Turcs infidèles, À leur suite, incendies et pillages.                            | Koublenn 2 Da fin ar zeitek vet kantved, War an Aotrich e oa lammet An Turked, gouenn dud divadez, D'ho heul tan-gwall ha lazerez.            |
| Couplet 3 S'ils prennent la ville de Vienne, C'en est fait de la foi chrétienne : Au lieu de la loi de Jésus Celle de Mahomet règnera.                  | Koublenn 3 Ma reont o mistri war gêr Vienn, Eman grêt gant ar feiz kristen : War lezenn Jesuz diskaret Lezenn Mahomet 'vo savet.              |
| Couplet 4 Pour défendre leur foi, Partout se dressent des gens de cœur : Parmi ceux de France, L'héritier de Moëllien.                                  | Koublenn 4 'Vit difenn o relijion, 'zav e peb bro tud a galon : Mont 'ra eun toullad Fransizien, En o touez mab Aotrou Moellien.              |
| Couplet 5 À la fête de Notre-Dame de septembre, Sans peur aucune devant la mort, Après avoir communié, Sobieski (Roi de Pologne) attaque les Turcs.     | Koublenn 5 Da c'houel Maria-Wengolo, Hep aon ebet rak ar maro, Goude beza kommunied, Sobieski 'dag an Turked.                                 |
| Couplet 6 Bien rude fut la partie : Mais devant Vienne, Les gens de Mahomet Trouvèrent la défaite.                                                      | Koublenn 6 Gwall rust e voe an abadenn : Pôtred Mahomed 'zalc'he penn. Neuz forz ! ganto pell 'raok kuz-heol Dirag Vienn e voe an tu-goll.    |
| Couplet 7 De retour au pays, le fils de Moëllien demanda à son père : "Mon père, sur la route de Douarnenez, Bâtissez une chapelle à la Vierge Marie !" | Koublenn 7 Mab Aotrou Moellien, deut d'ar gêr, A c'houlennas mest ar maner : "Va zad, war hent Douarnenez, Savit eur chapell d'ar Werc'hez !" |
| Couplet 8 Grâce aux pièces d'or du château Et à la monnaie de bronze des petites gens Fut bâtie la chapelle de la Clarté : Avec l'Evêque venu la bénir. | Koublenn 8 Gant peziou melen ar maner Ha mouniz rouz an dud dister, 'Voe savet chapell ar Sklerded : Gant an Eskop 'voe benniget.             |
| Couplet 9 De tout temps pour le prisonnier On priait la Vierge de la Clarté. Avec sa protection il revenait Sauf à la maison.                           | Koublenn 9 Hed ar wech 'vit ar prisonner Gwerc'hez ar Sklerded a beder. Ha gant skoazell ar vamm dener E vez digaset yac'h dar gêr.           |
| Couplet 10 Depuis deux cents ans écoulés, Les gens de Plonévez et des alentours Chantent les louanges de Notre-Dame de la Clarté.                       | Koublenn 10 'Baoue daou c'hant vloaz tremenet 'Vez meulet Intron ar Sklerded Gant tud Plonevez ha war dro, Gwerc'hez Vari ni gendalho.        |

## Gwerz Intron Varia ar Sklerded
version intégrale
(Parrez Plonevez-Porze)
| DISKAN Intron Varia ar Sklerded, Warlerc'h hon Tadou ni ho ped, Ro-it d'eomp nerz ha sklerijenn Ma raimp hon dever da viken.                     | Koublenn I El lec'h 'man Chapell ar Sklerded (1) Gwechall goz ne veze gwelet Nemet d'ar Werc'hez eur skeudenn Dindan eun tammig disklavenn. | Koublenn II Da fin ar zeitek vet kantved (2) War an Aotrich e oa lammet An Turked, gouenn dud divadez, D'ho heul tan-gwall ha lazerez.       |
| Koublenn III Ma reont o mistri war gêr Vienn, Eman grêt gant ar feiz kristen : War lezenn Jezuz diskaret Lezenn Mahomet 'vo savet.               | Koublenn IV Mouez ar Pab a zav da c'houlenn Sikour an holl vroiou kristen : « Savit, savit, tud badezet, Torrit galloud ar bayaned. »       | Koublenn V Daoulinet dirak an aoter, Pa zeuas d'ezan al lizer, Roue Pologn, Sobieski, A bede ar Werc'hez Vari.                               |
| Koublenn VI « An Tad santel 'c'houlenn sikour ; Ma n'her sikouromp n'ez omp gour. Va zoudarded en em ganno ; Gwerc'hez Vari, c'houi 'vo ganto. » | Koublenn VII Da Hanter-Eost, gouel bras Mari, Eo diblaset Sobieski Gant ugent mil a zoudarded Evit roi lamm d'ar bayaned.                   | Koublenn VIII 'Vit difenn o relijion, 'Zav e pep bro tud a galon : Mont 'ra eun toullad Fransizien. En o zouez mab Aotrou Moellien           |
| Koublenn IX Da c'houel Maria-Wengolo, Hep aon ebet rak ar maro, Goude beza kommuniet, Sobieski 'dag an Turked.                                   | Koublenn X « D'ho kouel, Mari, omp diblaset, D'ho kouel, Mari, hon eus taget ; Mamm vat, harpit ho soudarded Hag hoc'h ano a vo meulet. »   | Koublenn XI Gwall-rust e voe an abadenn : Pôtred Mahomet 'zalc'he penn. N'eus forz! Ganto pell 'raok kuz-heol, Dirak Vienn e voe an tu-goll. |
| Koublenn XII Evit diskouez anaoudegez Ha laret bennoz d'ar Werc'hez, Ar Pab un'n gant Sobieski, 'Zav gouel Ano Santel Mari.                      | Koublenn XIII Mab Aotrou Moellien, deut d'ar gêr. A gonte da dud ar maner, Gant nerz-kalon Sobieski, E fians er Werc'hez Vari.              | Koublenn XIV « Va zad, war hent Douarnenez, Savit eur chapell d'ar Werc'hez Meulomp enni ano Mari 'Vel ma c'houlle Sobieski. »               |
| Koublenn XV Gant peziou melen ar maner Ha mouniz rouz an dud dister 'Voe savet chapell ar Sklerded : (3) Gant an Eskob 'voe benniget.            | Koublenn XVI Hag ano Mari 'voe meulet Gant pardonerien ar Sklerded 'Velse da wir teuas goulenn Sobieski ha mab Moellien.                    | Koublenn XVII Hed ar wech 'vit ar prizonier Gwerc'hez ar Sklerded a beder. Ha gant skoazell ar vamm dener E vez digaset yac'h d'ar gêr. (4)  |
| Koublenn XVIII 'Baoue daou c'hant vloaz tremenet 'Vez meulet Intron ar Sklerded Gant tud Plonevez ha wardro, Gwerc'hez Vari, ni 'gendalc'ho.     | | |

(1) Daou bardon ar bloaz : d'an trede sul goude Pask, ha d'an eil zul a viz gwengolo. (Deux pardons par an : le troisième dimanche après Pâque et le deuxième dimanche du mois de septembre).
(2) Er bloavez 1683, armeou an Turked a dostae ouz Vienn, kêr-benn Impalaer an Alamagn Kerkent ha galvet gant ar Pab, Yann Sobieski, roue Pologn, daoust ne oa ket unan gant an Impalaer, a ziredas gant eun arme.[À traduire]
(3) war an tour e lenner 1739 hag ano an Aot. Talabardon, person ; war ar sekreteri, tu an hent, 1747, hag ano Moellien. Er bloavez 1740 'voe benniget ar chapell gant Eskob Kemper, an Aot. de Farcy de Cuillé, hag a oa d'e dud maner ha douarou Treseol.[À traduire]
(4) E kichen an nor-dal, e weler eun tamm chadenn digaset pell 'zo gant eur prizonier hag a oa bet diwallet gant Intron Varia ar Sklerded.[À traduire]